# Villette (roman)
Villette is een roman geschreven in 1853 door de Engelse auteur Charlotte Brontë. Na een niet nader aangeduid familiedrama reist de hoofdpersoon Lucy Snowe van haar geboorteland Engeland naar de fictieve Franstalige stad Villette. Daar geeft ze les op een meisjesschool en raakt ze betrokken bij avonturen en romantiek.
Villette was Charlotte Brontë's derde en laatste roman. Het werk werd voorafgegaan door Jane Eyre en Shirley en is een bewerking van The Professor, haar postuum gepubliceerde eerste roman. 

## Achtergrond
Charlotte Brontë reisde in 1842 met haar zus Emily op 26-jarige leeftijd naar Brussel. Daar schreven ze zich in bij een pensionnat (kostschool), gedreven door M. en Mme. Constantin Héger. In ruil voor kost en inwoning gaf Charlotte Engels en Emily muziek.
De zussen moesten onverhoopt terugkeren toen hun tante Elizabeth Branwell overleed in oktober 1842. Zij was bij de Brontës ingetrokken om na de dood van Maria Brontë voor hun kinderen te zorgen.
In januari 1843 keerde Charlotte alleen terug naar het Brusselse pensionaat. Daar had ze geen gelukkige tijd: ze vereenzaamde, had heimwee en raakte verliefd op de getrouwde M. Héger. Ten slotte keerde ze in januari 1844 terug naar haar vaders pastorie in Haworth. 
Uit dit verblijf haalde ze materiaal voor haar eerste - niet geslaagde - roman The Professor. Nadat verschillende uitgevers het werk hadden geweigerd, werkte ze het om tot Villette. De meeste literatuurhistorici denken dat de persoon van M. Paul Emanuel is gebaseerd op M. Héger en Graham Bretton op haar uitgever George Murray Smith. 

## Locatie

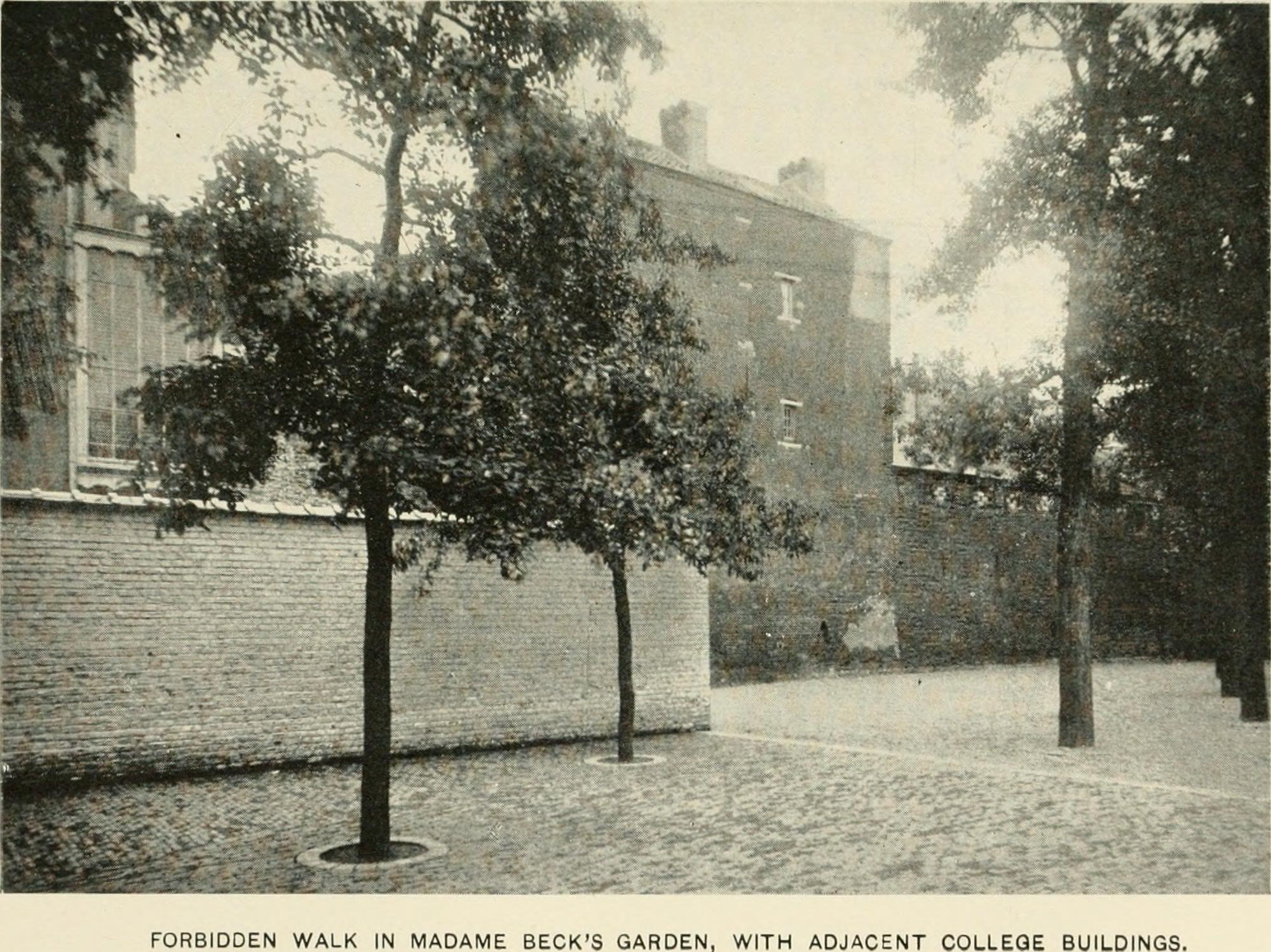
De kostschool van M. en Mme. Héger

De eerste hoofdstukken spelen zich af op het Engelse platteland. Later verplaatst de handeling zich naar Villette in het fictieve koninkrijk Labassecour, waar het grootste deel van de gebeurtenissen plaatsvindt. Deze stad is gebaseerd op Brussel.

## Personages
Lucy Snowe: de verteller en hoofdpersoon van Villette. Een stille, onafhankelijke en intelligente vrouw van 23 jaar. Lucy heeft, zoals Ginevra Fanshawe zegt: 'geen aantrekkelijke gaven en geen schoonheid'. Hoewel gewoonlijk gereserveerd en beheerst, heeft Lucy sterke gevoelens van genegenheid voor hen die zij werkelijk waardeert. Ze geeft zelfs om de lichtzinnige Ginevra, zij het op een botte en grove manier. Lucy is een overtuigde protestante en verklaart het rooms-katholicisme voor onwaar. ('God is niet met Rome'). Lucy Snowe is bekend geworden vanwege haar lijdelijkheid.
M. Paul Emanuel: een opvliegende, autocratische en zich superieur wanende leraar op Mme. Becks pensionnat. Hij is familie van Mme. Beck. Lucy waardeert zijn goede kwaliteiten: hij is genereus en geeft Lucy in het geheim cadeaus. Zijn vriendelijkheid en grootmoedigheid toont hij door de grootmoeder van zijn overleden verloofde, Justine Marie, te onderhouden, samen met zijn vroegere leraar en een bediende. M. Paul Emanuel is katholiek en probeert de protestante Lucy tevergeefs te bekeren. Aan het eind van de roman laat Charlotte Brontë doorschemeren dat hij omkomt bij een scheepsramp.
Dr. John Graham Bretton: een knappe Engelse heer die werkt als dokter. Hij is de zoon van Lucy's pleegmoeder Mrs. Bretton en wordt omschreven als 'vrolijk', 'goedaardig' en 'onbekommerd'. Lucy toont als kind geen bijzondere voorkeur voor hem, maar wanneer ze tien jaar later elkaar weer ontmoeten, wordt hun enigszins koele vriendschap meer dan nieuw leven ingeblazen: Lucy begint liefde voor hem op te vatten. Dit is alleen niet wederzijds, hij noemt haar 'stille Lucy Snowe' en een 'net zo onschuldig wezen als een schaduw'. Eerst raakt hij verliefd op Ginevra Fanshawe, maar zij behandelt zijn gevoelens als iets dat 'voor vermaak is, af en toe'. Haar liefde voor geld en een sneer naar Mrs. Bretton doven zijn liefde uiteindelijk uit en dan vat hij liefde op voor Paulina. Zij trouwen uiteindelijk. Lucy komt over haar liefde voor hem heen en begraaft al zijn brieven aan haar. Ze zegt: 'Vaarwel, Dr. John; je bent goed, je bent mooi, maar je bent niet de mijne. Vaarwel en moge God je zegenen!'
Mrs. Bretton: John Graham Brettons moeder en Lucy's pleegmoeder. Ze is weduwe en heeft 'gezondheid zonder kwalen, en haar stemmingen zijn van zulke kwaliteit en gelijkmatigheid dat ze voor de bezitter meer waard zijn dan een fortuin'. 
Polly Home/Gravin Paulina Mary de Bassompiere: een 17-jarig Engels meisje. Ze is een nicht van Ginevra Fanshave. In de eerste hoofdstukken is ze een jong meisje dat Polly genoemd wordt. Als kind was ze dol op Graham Bretton. Ze groeit op tot een mooie jonge vrouw, verfijnd en intelligent, maar ook wat trots. Lucy zegt over haar: 'Ze zag eruit alsof ze slechts een pop was', gevormd als 'een model'. Als ze Graham opnieuw ontmoet, ontwikkelt de oude vriendschap zich tot liefde. Ze is bevriend met Lucy en hoewel Paulina's relatie met Graham pijnlijk voor haar is, kan Lucy hun vreugde zonder wrok aanzien.
Graaf de Bassompierre: Polly's vader, die zijn adellijke titel een paar jaar geleden erfde. Hij is een gevoelige en verstandige graaf die zijn dochter liefheeft. Als hij achter de relatie van zijn dochter komt, wil hij niet van haar scheiden. Hij ziet niet meer dan een kind in haar en noemt Paulina zijn 'kleine schat' en 'kleine Polly'. Uiteindelijk doet hij afstand van zijn dochter en schenkt haar aan Graham met de woorden: 'Moge God jou behandelen, zoals jij haar behandelt!'
Ginevra Fanshawe: een mooi maar oppervlakkig en ijdel 18-jarig meisje met een luchthartig en zorgeloos karakter. Ze is leerlinge op de kostschool van Mme. Beck. Het is haar terloopse opmerking: 'Je zou naar Madame Becks pensionnat moeten komen, ze heeft een paar marmotjes (kinderen) op wie je zou kunnen passen en zoekt een Engelse gouvernante, of zocht er twee maanden geleden een,' die Lucy ertoe brengt naar Villette te gaan. Ondanks Ginevra's fouten en haar flirtgedrag, heeft Lucy een zekere genegenheid voor haar. Ginevra noemt Lucy: 'bitter, sarcastisch en cynisch' en spreekt haar aan als 'oud vrouwtje' 'beste nijdas' en Timon, naar een Griekse misantroop uit de vijfde eeuw voor Christus. Uiteindelijk loopt ze weg met Graaf Alfred de Hamal. Ze correspondeert dan met Lucy via brieven.
Madame Beck: de eigenaar en directrice van de meisjeskostschool waar Lucy werkt. Ze is kort en gezet, maar niet lelijk. Haar teint is fris en blozend, met de kleur maar niet de structuur van de jeugd. Haar ogen zijn blauw en helder: 'Ze zag er goed uit, zij het een beetje burgerlijk...' Ze heeft veel gezond verstand en is een uitstekende bestuurder. Lucy zegt: 'Ze heeft geen hart dat geraakt kan worden: het herinnerde haar aan haar machteloze en dode plek' en beschrijft haar als 'wijs, vastberaden, trouweloos, gesloten, sluw, zonder hartstochten, oplettend en ondoorgrondelijk, scherpzinnig en gevoeloos - bovendien zeer welgemanierd - wat kon nog meer van haar verlangd worden?' Ze lijkt eerst een oogje op Graham te hebben, maar dat verdwijnt snel. Dan probeert ze M. Paul Emanuel te trouwen. Ze doet daarom alles om Lucy en Paul uit elkaar te houden.
Rosine: de mooie maar immorele portier op Madame Becks kostschool. Ze is 'slim, verzorgd en brutaal' en 'niet slecht van karakter' volgens Lucy. Ze accepteert steekpenningen.

## Samenvatting
Villette begint met het verblijf van Lucy Snowe bij haar pleegmoeder Mrs. Bretton in de 'propere en oude stad Bretton' in Engeland. Lucy is dan 14 jaar oud. Ook Mrs. Brettons zoon, John Graham Bretton (Graham in de familiekring), leeft daar, samen met een jonge gast, Paulina Home, Polly genoemd. Polly is een jong en bijzonder meisje dat Graham algauw aanbidt. Graham geeft haar veel aandacht. Polly's bezoek wordt echter afgebroken als haar vader schrijft dat ze zich bij hem in het buitenland moet voegen.
Vanwege niet nader aangeduide redenen verlaat Lucy Mrs Bretton's huis een paar weken na Polly's vertrek. Een aantal jaren gaat voorbij, waarin een niet beschreven familietragedie plaatsvindt die haar zonder familie, huis of inkomen achterlaat. Na wat aarzelingen wordt ze door Miss Marchmont ingehuurd als verzorgende. Zij is een reumatische en gehandicapte vrouw. Lucy raakt gauw aan haar werk gewend en begint zich tevreden te voelen met haar stille leventje.
Tijdens een stormachtige avond krijgt Miss Marchmont haar energie terug. Ze voelt zich opnieuw jong en deelt met Lucy haar verdrietige liefdesverhaal van 30 jaar geleden. Ze eindigt met de conclusie dat ze Lucy gelukkig moet maken en een beter mens moet worden. De dood zal haar herenigen met haar dode verloofde, denkt ze. De volgende morgen vindt Lucy Miss Marchmont dood.
Lucy verlaat dan op 23-jarige leeftijd het Engelse platteland en gaat naar Londen. Na een aantal dagen gaat ze aan boord van een schip naar Labassecour, al spreekt ze nauwelijks Frans. Ze reist naar de stad Villette, waar ze werk vindt als een kinderjuffrouw op Madame Becks meisjeskostschool. Deze school is waarschijnlijk gebaseerd op het Brusselse 'pensionnat' van de Hégers. Na een tijdje wordt ze ook benoemd tot lerares Engels. Ze voelt zich daar prettig, ondanks Mme. Becks voortdurende surveillance van de staf en de leerlingen.
'Dr. John', een mooie Engelse dokter, bezoekt de school vaak vanwege zijn liefde voor de flirt Ginevra Fanshawe. In een van de beroemde plotwendingen wordt 'Dr. John' onthuld als John Graham Bretton, iets wat Lucy wist, maar bewust voor de lezer verborgen heeft gehouden. Nadat Dr. John (Graham) Ginevra's onwaardigheid ontdekt, richt hij zijn aandacht op Lucy. Zij worden intieme vrienden. Ze waardeert deze vriendschap zeer, ondanks haar gewoonlijke gereserveerdheid.
Polly Home en Lucy ontmoeten elkaar opnieuw. Polly's vader heeft de naam 'de Bassompierre' geërfd met de bijbehorende titel van graaf. Haar naam is nu dus Paulina Home de Bassompierre. Paulina en Graham ontdekken algauw dat ze elkaar vroeger kenden en hernieuwen hun vriendschap. Ze worden verliefd op elkaar en trouwen uiteindelijk.
Lucy wordt steeds intiemer met een collega, de opvliegende en autocratische M. Paul Emanuel, die overtuigd is van de mannelijke superioriteit. Ook Lucy en Paul raken verliefd.
Mme. Beck, de priester Père Silas en de familie van M. Pauls lang geleden overleden verloofde werken echter samen om de twee uit elkaar te houden, omdat een huwelijk tussen een katholiek en een protestant onmogelijk is. Uiteindelijk slagen ze erin om M. Paul naar West-Indië te laten vertrekken om hem daar toezicht te laten houden op een plantage. Desondanks verklaart hij Lucy voor vertrek zijn liefde. Ook zorgt hij ervoor dat zij onafhankelijk kan leven als directrice van haar eigen dagschool, die ze later uitbreidt tot een kostschool.
Gedurende de roman heeft Lucy drie ontmoetingen met de figuur van een non — misschien de geest van een non die levend begraven werd als straf voor het breken van de kuisheidseed. In een symbolische scène tegen het eind van de roman ontdekt ze het habijt van de non in haar bed en ze vernietigt het. Later ontdekt ze dat het een door Ginevra's geliefde Alfred de Hamal gedragen vermomming was. De passages met de non dragen zonder twijfel bij aan de reputatie van de roman als gothic novel.
De laatste pagina's van Villette zijn dubbelzinnig. Hoewel Lucy zegt dat ze de lezer vrij wil laten om te blijven hopen op een happy end, geeft ze duidelijke hints dat M. Pauls schip verging in een storm tijdens zijn terugkeer uit West-Indië. Ze zegt: 'M. Emanuel was drie jaar weg. Lezer, het waren de gelukkigste drie jaar van mijn leven', suggererend dat hij verdronk door de 'vernietigende stormengel'.
Brontë omschreef de ambiguïteit van het slot als een 'kleine puzzel'.

## Thema's
Villette is niet zozeer bekend vanwege de plot, maar vooral om de scherpzinnige beschrijving van Lucy's persoonlijkheid. De roman verkent in een gothic-context een aantal thema's tegelijk: eenzaamheid, isolatie door emigratie, spionage en onderdrukking en de invloeden daarvan op Lucy Snowes psyche.
De roman wordt regelmatig genoemd als een verkenning van genderrollen en onderdrukking. In The Madwoman in the Attic, een beschrijving van de Victoriaanse literatuur vanuit feministisch perspectief, voeren de auteurs Sandra Gilbert en Susan Gubar aan dat het personage Lucy Snowe deels gebaseerd is op de  Lucy-gedichten van William Wordsworth. Ze benadrukken het belang van een feministische herschrijving van de literatuurgeschiedenis. Sommige critici hebben Lucy's geest verklaard aan de hand van wat zij 'patriarchale structuren' noemen, want die zouden haar culturele context vormen.
Villette behandelt ook het thema's van cultuurconflicten, onder andere in Lucy's pogingen om zich de Franse taal eigen te maken en in de verschillen tussen het Engelse protestantisme en het Belgische katholicisme. Lucy Snowes aanklacht tegen het katholicisme is genadeloos: 'God staat niet aan de kant van Rome'.

## Ontvangst
"Villette is een nog geweldiger boek dan Jane Eyre. Er is bijna iets bovennatuurlijks in zijn kracht."—George Eliot
"Er zijn zo weinig boeken en zo veel volumes. Tot de weinigen behoort Villette."—George Henry Lewes
"Het is haar mooiste roman. Al haar kracht, en die is des te ontzettender vanwege haar insnoering, gaat naar de verklaring: 'Ik heb lief. Ik haat. ik lijd.'"—Virginia Woolf
Lucy Hughes-Hallett van The Daily Telegraph beargumenteert dat Villette nog beter is dan Brontës bekendste werk, Jane Eyre. Ze schrijft: "De roman is een verbazingwekkend werk, een boek waarin surrealistische scènes afgewisseld worden door gedetailleerde psychologische verkenningen en waarin Brontës wonderlijk flexibele proza beweegt tussen cynische humor en stream-of-consciousness, waarin de zinsbouw buigt en stroomt en volledig dreigt te verdwijnen in de hitte van krankzinnigheid, door drugs opgewekte hallucinaties en verscheurend verlangen."
Claire Fallon van The Huffington Post schrijft dat Villette veel thema's deelt met eerder werk van Charlotte Brontë als Jane Eyre, maar ze benadrukt de tweedeling tussen de beide hoofdpersonages. "Villette lijkt enigszins op Jane Eyre - spookachtige mystiek, geestelijke intensiteit, opwellingen van gepassioneerde lyriek, een alledaags uitziende heldin die haar weg zoekt door een onvriendelijke wereld - maar is in veel andere opzichten zijn tegenpool. Jane Eyre werkt in scherp zwart-wit en Villette juist in psychologische en zelfs feitelijke grijze gebieden. Waar Janes bijzonderheid wordt benadrukt, ondanks haar armoede en alledaags uiterlijk, is de heldin van Villette een pretentieloze figuur die het grootste deel van de roman besteedt aan stille observaties. Jane wil zelf handelend optreden, terwijl Lucy hooguit reageert op anderen. Toch is het Lucy die zich werkelijk weet te ontworstelen aan het lot van huisvrouw dat haar normaal zou wachten."

## Bewerkingen

### Boeken
Jamaica Kincaids roman Lucy haalt verschillende thema's, namen van personages en plotelementen uit Villette, zowel de onderdrukking van vrouwen herhalend als ook impliciete postkoloniale kritiek biedend op de slavenhoudende M. Paul Emanuel.

### Drama
De BBC produceerde in 1970 een miniserie gebaseerd op Villette, onder leiding van Moira Armstrong en geschreven door Lennox Philips. De hoofdrol werd gespeeld door Judy Parfitt als Lucy Snowe. Andere artiesten waren Bryan Marshall als Dr. John Graham Bretton, Peter Jeffery als Paul Emanuel en Mona Bruce als Mme. Beck.
In 1999 werd de roman bewerkt als een drie uur durende radioserie voor BBC Radio 4. De serie werd uitgezonden in februari 1999 met Catherine McCormack als Lucy Snowe, Joseph Fiennes als Dr. Graham Bretton, Harriet Walter als Mme. Beck, James Laurenson als M. Paul Emanuel en Keira Knightley als Paulina. De leiding was in handen van Catherine Balley en James Friel schreef de serie. Villette won een Sony Award.
Rachel Joyce bewerkte de roman in augustus 2009 voor een twee weken durende serie op BBC Radio 4, onder leiding van Tracey Neale en met Anna Maxwell Martin als Lucy Snowe.